# 克里斯季娜·什米贡-韦希
克里斯季娜·什米贡-韦希（1977年2月23日—），爱沙尼亚女子越野滑雪运动员。她曾代表爱沙尼亚参加1994年、1998年、2002年、2006年和2010年冬季奥林匹克运动会越野滑雪比赛，获得二枚金牌和一枚银牌。